# برادفورد باركنسون
برادفورد باركنسون (بالإنجليزية: Bradford Parkinson) هو مهندس وضابط ومخترع وأستاذ جامعي أمريكي، ولد في 16 فبراير 1935 في ماديسون في الولايات المتحدة.

## وصلات خارجية
- برادفورد باركنسون على موقع إن إن دي بي (الإنجليزية)